# 福萊斯特號航空母艦
佛瑞斯特號航空母舰（USS Forrestal CV-59，也曾用過CVA-59與AVT-59等不同的艦身編號）是一艘曾經服役於美國海軍的超級航空母艦，也是一系列4艘佛瑞斯特級航空母艦的首艦。

## 命名
福里斯特尔號是以美国前海军部长、第一任国防部长詹姆斯·福里斯特尔（James Vincent Forrestal）為名。

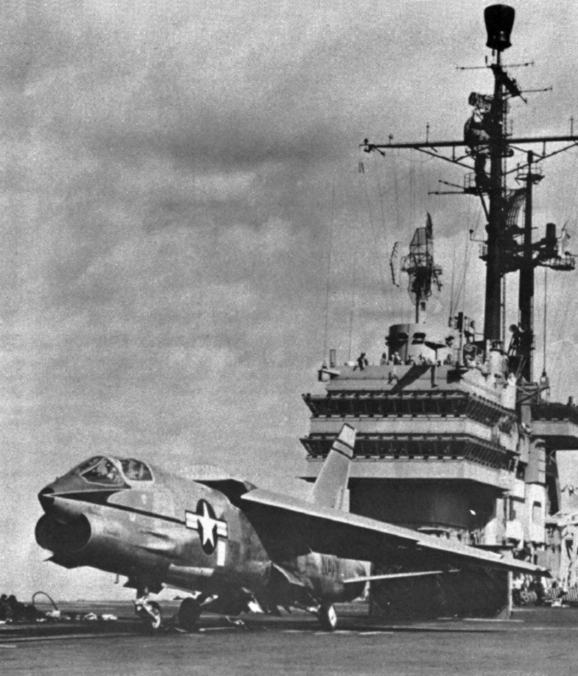
F-8戰機1956年於艦上，斜角甲板、噴射機、攔阻索、蒸氣彈射四大超級航母要素至此確定，至今超過70年。

## 歷史
1956年11月7日下水，曾参加過越战和波斯湾战争，1993年正式退役。

## 特點
滿載水量超過8萬噸的佛瑞斯特号建造完成後一舉超越二次大戰時的日本航空母艦信濃號，成為當時世界上最大型的航空母舰。
由於福里斯特尔號是第一艘在建造時就直接採用斜向飛行甲板（Angled flight deck）的美國航空母艦，因此經常被視為是美國航空母艦現代化的起點。

## 歷史

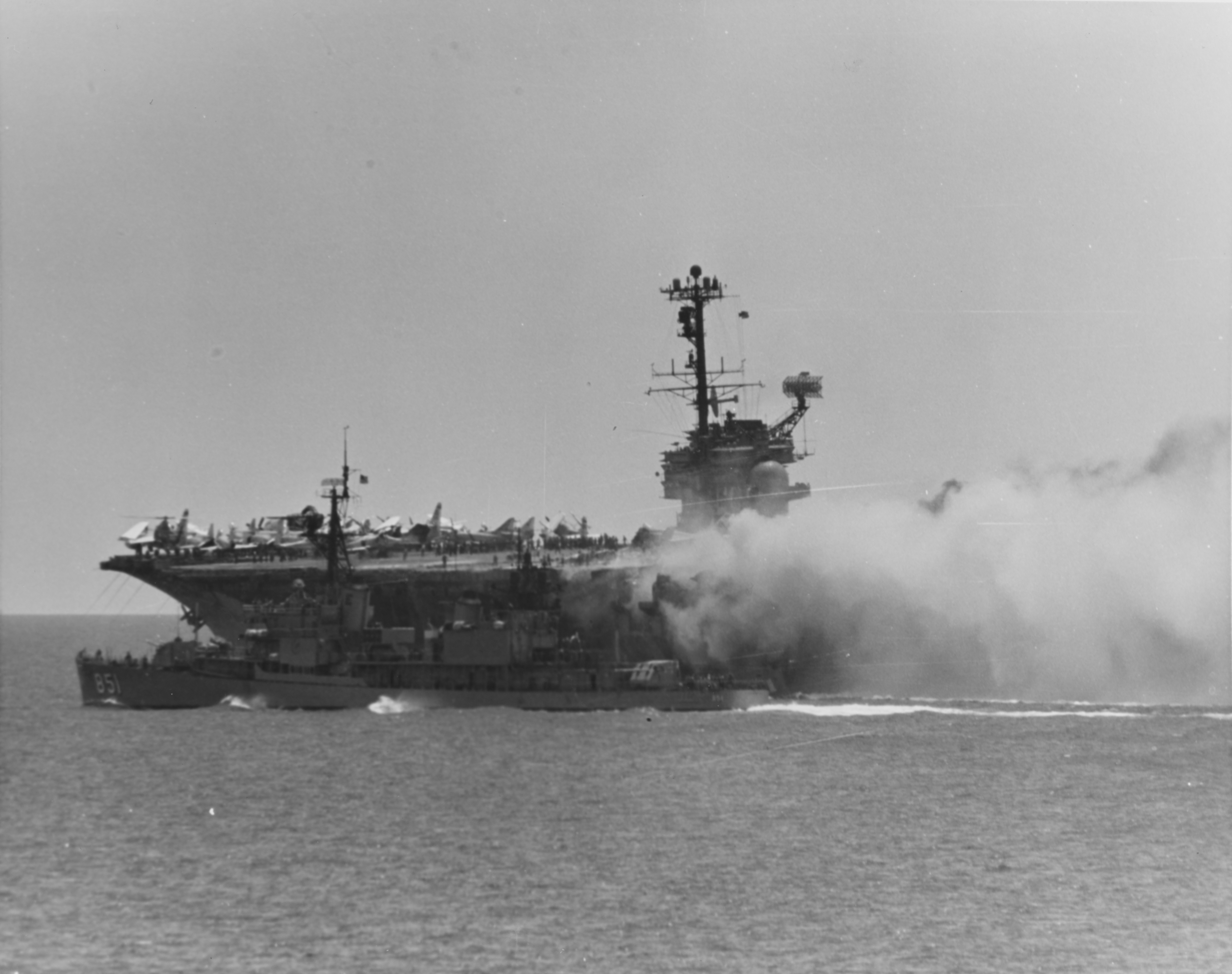
在1967年的大火中，前往馳援的驅逐艦魯帕塔斯號（USS Rupertus DD-851）行駛貼近福里斯特尔號不到20英尺處，以便以該艦上的消防水管灌救航空母艦甲板上的火勢。

福里斯特尔號雖然原本隸屬大西洋艦隊，但在越戰時也曾調防派駐於越南外海的東京灣。1967年7月25日，佛瑞斯特號首次派出艦載機加入轟炸北越的任務。7月29日，正當福里斯特尔號正在準備進行升空任務時，甲板上突然發生大爆炸並隨即發生火災，造成134死161傷，21架飛機損毀與航空母艦本身重創的慘重事故。經調查發現事故起因於一架F-4幽靈II式戰鬥機上所掛載的祖尼火箭（Zuni rocket）走火，誤擊發的火箭擊中甲板上一架A-4天鷹式攻擊機滿載燃油的外掛油箱。傾洩而出的航空燃料著火後產生劇烈爆炸，釀成巨災。
福里斯特尔號已於1993年退役。並於2013年拆解出售予一家金屬回收公司

## 外部連結
- （英文）USS Forrestal CVA-59（美國海軍）
- （英文）Navy photographs of Forrestal（美國海軍） （页面存档备份，存于）